# El Tunillo
El Tunillo är en ort i Mexiko.   Den ligger i kommunen Miahuatlán de Porfirio Díaz och delstaten Oaxaca, i den sydöstra delen av landet, 400 km sydost om huvudstaden Mexico City. El Tunillo ligger 1 723 meter över havet och antalet invånare är 188.
Terrängen runt El Tunillo är kuperad norrut, men söderut är den platt. El Tunillo ligger uppe på en höjd. Runt El Tunillo är det ganska tätbefolkat, med 70 invånare per kvadratkilometer. Närmaste större samhälle är Miahuatlán de Porfirio Díaz, 11,7 km söder om El Tunillo. Omgivningarna runt El Tunillo är en mosaik av jordbruksmark och naturlig växtlighet.